# 유어초등학교 광산분교
유어초등학교 광산분교는 경상남도 창녕군 유어면 광산길 109 (진창리)에 있었던 학교이다.

## 연혁
- 1939년 3월 31일 유어공립심상소학교 부설 광산간이학교 개교(설립인가 3월 1일)
- 1943년 7월 22일 유어제2공립국민학교로 승격
- 1943년 8월 18일 광산공립국민학교로 개칭
- 1985년 9월 1일 병설유치원 개원
- 1993년 3월 1일 유어국민학교 광산분교장 격하
- 1996년 3월 1일 유어초등학교 광산분교로 개칭
- 1999년 3월 1일 본교로 통합